# علم نفس الحفاظ
علم نفس الحفاظ[بحاجة لمصدر] هو الدراسة العلمية للعلاقات التبادلية بين الناس وباقي صور الطبيعة، مع التركيز بشكل خاص على كيفية تشجيع الحفاظ على عالم الطبيعة. فهو ليس مجالاً من مجالات التخصص في علم النفس فقط، بل هو مجال متنامٍ يشترك فيه العلماء، والباحثون، والممارسون من جميع التخصصات بحيث يجمع مختلف العلوم التي تختص بدراسة الأرض وما يمكن القيام به للحفاظ عليها. وتسعى هذه الشبكة من العلماء إلى فهم السلوك الذي يدفع الإنسان إلى إيذاء البيئة أو مساعدتها، وما الذي يمكن القيام به لتغيير هذا السلوك. ويشير مصطلح «علم نفس الحفاظ» إلى أي مجال من مجالات علم النفس يتضمن فهم البيئة والتأثير الذي يتركه الإنسان على العالم الطبيعي. يستخدم المختصون بعلم نفس الحفاظ علومهم في علم نفس «التخضير» في محاولة لجعل المجتمع يتميز بالاستدامة بيئيًا. ويختص علم نفس الحفاظ بدراسة الاستدامة البيئية، والتي تتضمن دراسة بعض الأمور ذات الأهمية مثل الحفاظ على الموارد، والحفاظ على الأنظمة البيئية، وجودة الحياة لكل من الإنسان والأنواع الحية الأخرى.

## رواد هذا المجال
اجتمع علماء النفس من جميع المجالات بما في ذلك الفلسفة، وعلم الأحياء، وعلم الاجتماع، والمجالات الصناعية، والتنظيمية، والصحة، وسلوك المستهلك، بالإضافة إلى العديد من المجالات الفرعية الأخرى مثل التعليم البيئي وعلم أحياء الانحفاظ معًا للمساهمة بعلومهم بهدف تعليم الآخرين العمل المشترك وتشجيع العلاقات المنسجمة بين البشر والبيئة من حولهم. ويعمل علماء النفس بالتعاون مع بعض الأماكن مثل حدائق الحيوانات وحدائق الأسماك. وقد تبدو حديقة الحيوان والأسماك أماكن للترفيه والمرح، ولكنها في الحقيقة تسعى جاهدة لتقديم رسائل إيجابية وتعليم الجمهور بمواطن واحتياجات الحيوانات التي تعيش هناك كجزء من وظيفتها. فهم يحاولون أن يجدوا طرقًا للتفاعل ولتعليم العامة آثار سلوكياتهم اليومية تجاه الحيوانات والبيئة وليس مجرد الاكتفاء بعرض الحيوانات. فقد قام علماء النفس وعلماء الاجتماع بزيارة ورش العمل وخلايا التفكير في حدائق الحيوانات لتقييم ما إذا كانت الحيوانات تعرض بطريقة ملائمة، وما إذا كانت هذه الحدائق تقدم معلومات بيئية للعامة.

## الأبحاث الجارية
مما يميز أبحاث علم نفس الحفاظ هو أنه بالإضافة إلى التحليل الوصفي والنظري، فإنها تبحث في الكيفية التي يمكن بها إحداث التغييرات التي تقلل من تأثير السلوك البشري على البيئة الطبيعية، وبالتالي تكون علاقات أكثر استدامة وانسجامًا. وتختص بعض الأبحاث التي تجرى على الحفاظ بتقدير مساحة الأرض والموارد المائية التي يستخدمها الإنسان حاليًا وما هو مصير الأجيال القادمة. فتعنى هذه الأبحاث بالأعداد الهائلة للبشر التي تعيش على الكوكب حاليًا، والأعداد الأخرى التي ستأتي. كما تدرس نسبة البشر، والأراضي المحدودة، وعدد الناس الذين يستخدمونها. فلا يجب أن يكون البشر والأرض فقط هم محل الدراسة، ولكن أيضًا الآثار الإيجابية والسلبية للتنوع البيولوجي للحياة النباتية والحيوانية بعد استغلال البشر لها بما يصب في مصلحتهم. بالإضافة إلى إنشاء نماذج مفاهيمية أفضل، تبرز الحاجة إلى إجراء مزيد من البحوث التطبيقية من أجل: 1) تحديد الإستراتيجيات الواعدة لتعزيز طرق الاهتمام بالبيئة 2) إيجاد الطرق لإعادة صياغة النقاشات والتواصل الإستراتيجي بالقيم التي يؤمن بها الناس، 3) التعرف على الإستراتيجيات الواعدة لتغيير الحوار المجتمعي حول العلاقات بين الإنسان والطبيعة، و4) قياس مدى نجاح هذه التطبيقات الخاصة بمهمة علم نفس الحفاظ. يتوقف نجاح علم نفس الحفاظ على ما إذا أسفرت أبحاثه عن برامج وتطبيقات تحدث فرقًا في الاستدامة البيئية أو لا. ونحن بحاجة إلى أن نصبح قادرين على قياس فعالية البرامج فيما يتعلق بتأثيرها على تشكل السلوك أو تغيره، باستخدام الأدوات التي طورها علماء نفس الحفاظ.

## المفاهيم الرئيسية
يقيّم علم نفس الحفاظ أربعة مفاهيم مختلفة كانت قد طرحت للمناقشة للمرة الأولى في مؤتمر علم نفس الحفاظ.
وكان أول هذه الموضوعات التي خضعت للمناقشة هي العلاقة بين الإنسان والحيوان. يعمل المشروع البحثي متعدد المؤسسات (MIRP) بجد لإيجاد طرق تطوير موقف متعاطف تجاه الحيوانات في نظر الجمهور. وقد تم تقييم العديد من الأسئلة لإيجاد أجوبة للأسئلة التي تبحث في طرق المساعدة على تبني موقف محب للحيوانات والأرض. وبالاستعانة بهذه الأسئلة وأجوبتها، من الممكن تطوير برامج تعليمية وتفسيرية فعالة من شأنها أن تساعد في استعراض مدى التقدم.
بينما كان يدور المفهوم الثاني الذي خضع للمناقشة في المؤتمر حول العلاقات بين الإنسان والمكان. حيث سيتم دعم لغة جديدة للحفاظ إذا توفرت الفرص للتفاعل الهادف مع عالم الطبيعة في المناطق الحضرية والريفية على حد سواء. ولسوء الحظ، مع خسارة التنوع الحيوي، لا يتبقى أمام كل جيل سوى عدد محدود من الفرص للتعرف على البيئة. كما أثيرت العديد من الأسئلة حول الكيفية التي من الممكن إقناع الناس أو تعليمهم بها في حياتهم اليومية تعليمًا كافيًا يجعل الناس يلتحقون بالبرامج أو الأنشطة التي تساعد في الحفاظ على التنوع الحيوي في المنطقة القريبة منهم. كما طُلب من المؤسسات العامة والخاصة التعاون لإيجاد طرق لحماية الأراضي المحلية، والنباتات، والحيوانات وإدارتها. وأثيرت نقاشات أخرى حول ما إذا كان الناس على المستوى الفردي أو مستوى المجتمع قد يختارون طوعًا أن يشاركوا في الحفاظ على التنوع البيئي المحلي وحمايته. بالإضافة إلى ذلك، تم مناقشة العديد من الأسئلة المهمة الأخرى. تعد تقنيات التسويق إحدى الأدوات الرئيسية لمساعدة الناس في تواصلهم مع بيئتهم. فإذا كان من الممكن ربط الهوية من البيئة إلى المدن التي تصبح أكثر حضريةً، ربما يصبح الذين يعيشون هناك أكثر تقبلاً للحفاظ عليها.
شملت المناقشة الثالثة جوانب مساعدة الناس لأن يصبحوا أصدقاء للبيئة. وتعرف بوجه عام، بالأنشطة التي تدعم الاستدامة، إما بالحد من السلوكيات الضارة أو بتبني السلوكيات النافعة التي من الممكن أن نطلق عليها سلوكيات الحفاظ. وبشكل أساسي، يتطلب تحقيق علاقات أكثر استدامة مع الطبيعة أن تقوم أعداد كبيرة من الناس بتغيير سلوكياتهم الإنتاجية والاستهلاكية. فأي تصرف يساعد البيئة بأي طريقة مهما كان صغيرًا أو كبيرًا، يعد بداية جيدة لمستقبل أجيال لا يمارسون سوى السلوكيات الصديقة للبيئة. وعلى الرغم من أن هذه الفكرة تبدو بعيدة المنال، فإن أي مساعدة مهما بلغ حجمها في تعليم هؤلاء الذين لا يعرفون عواقب تصرفاتهم قد تساعد في تحقيق ذلك. ولهذا تم التفكير جديًا في مناهج تشجيع إحداث تغيير إيجابي في السلوك، على الرغم من عدم رغبة العديدين في تغيير طريقتهم للحياة. فليس المطلوب سوى اتباع أسلوب حياة أكثر بساطة والتخلي عن الحياة المادية، لأن أسلوب الحياة الحالي يؤذي البيئة ولا يساعدها، ولكن هل سيتمكن الناس من التغير عن طيب خاطر؟ استقلال وسائل مواصلات النقل العام بدلاً من قيادة السيارة، وتدوير النفايات، وإطفاء الأنوار عند عدم الحاجة إليها، أمور في غاية البساطة إلا أنها ستصبح ذات ضرر كبير إذا أكملنا بنفس الطريقة حتى النهاية. هل ستساعد إعادة هيكلة الضرائب في تغيير سلوك الناس؟ فقد أثيرت جميع المفاهيم التي تمكننا من الوصول إلى هدف مساعدة الناس في أن يتصرفوا بوعي بيئي.
أما النقطة الرابعة والأخيرة التي طرحت للمناقشة في مؤتمر علم نفس الحفاظ الأول: قيم الناس تجاه بيئاتهم. يعد فهم طبيعة علاقتنا بالطبيعة فهمًا كافيًا يمكننا من إيجاد لغة للاحتفال بهذه العلاقة والدفاع عنها مجالاً بحثيًا آخر لعلم نفس الحفاظ. ووفقًا لنظرية بيوفيليا، فقد تطور الإنسان بتطور أشكال الحياة الأخرى، وما زلنا نعتمد جسديًا، وعاطفيًا، وفكريًا على جودة ارتباطاتنا بالتنوع الطبيعي وثرائه. وتعد البيئة الطبيعية التي تتميز بالصحة والتنوع شرطًا ضروريًا لشعور الإنسان بالرضا والإنجاز في حياته. من أين حصلوا على هذه القيم، وهل هي متأصلة بالقدر الذي يتعذر معه تغييرها؟ كيف من الممكن أن يقوم الأشخاص المثقفون بيئيًا أن يقوموا بنقل هذه القيم على مستوى المجتمع، أو الأمة، أو العالم بأسره؟ ويعد وضع سياسة قومية لهذا النموذج من الأمور المرغوب بها ولكن الوضع السياسي المتشدد الحالي يجعل منه تحديًا صعبًا. كما تعاون المدافعون عن التنوع الحيوي والبرامج المختلفة في محاولة لإيجاد طرق لتغيير القيم الأمريكية بخصوص البيئة والطرق المختلفة للتعبير عن هذه القيم وقياسها.

## العلاقة بين الحفاظ فيعلم الأحياءوعلم النفس
تأسس علم أحياء الانحفاظ بوصفه علمًا موجهًا لحل الأزمة، يهدف إلى توفير المبادئ والأدوات التي تساعد في الحفاظ على التنوع الحيوي. فهو فرع من فروع علم الأحياء يختص بالحفاظ على التنوع الوراثي في النباتات والحيوانات؛ حيث تطور هذا المجال العلمي لدراسة المشكلات المعقدة المحيطة بدمار المواطن الأصلية للأحياء وحماية الفصائل المختلفة منها. ويسعى علماء الأحياء المختصون بالحفاظ إلى فهم تأثير الجنس البشري على التنوع الحيوي، وتقديم حلول من شأنها أن تساعد الإنسان والمخلوقات الأخرى. ومن المعلوم في هذا المجال أن هناك مجالات أخرى لعلم الأحياء التي يمكن أن تقدم يد العون للتوصل إلى فهم أعمق للحفاظ على التنوع الحيوي والمساهمة فيه. فالمعرفة البيولوجية وحدها لا تكفي لحل مشكلات الحفاظ، وأصبح دور العلوم الاجتماعية في حل هذه المشكلات ذا أهمية متزايدة. وبالجمع بين علم أحياء الحفاظ وغيره من المجالات، أمامنا الكثير لنحققه. يعرف علم النفس بأنه الدراسة العلمية للفكر الإنساني، والشعور، والسلوك. وعلم النفس أحد المجالات التي يمكن أن تأخذ مفاهيمها وتطبقها على الحفاظ؛ فقد كان من المفهوم دائمًا أنه من الممكن تقديم الكثير في هذا المجال من علم النفس، إذا تم تطويره. ومن الممكن أن يساعد أيضًا في تقديم نظرة ثاقبة في الاستدلال الأخلاقي والسلوك الأخلاقي، والذي يكمن في العلاقات بين الإنسان والطبيعة. ويحظى جميع المشاركين في مجال علم النفس بمعرفة الطرق التي تساعد في تصور علاقة البشر ببيئتهم. وقد كان لعلم الأحياء دوره في الحفاظ على التنوع الحيوي، كما أن المتعضيات جزء من أحد المجالات الرئيسية به. بينما كان علم النفس غائبًا عن الحفاظ لبعض الوقت، إلى أن أدرك المربون والعلماء أنه بالاستعانة بالعلمين معًا، يمكننا التوصل إلى فهم أفضل للبشر وتفاعلاتهم الاجتماعية بالبيئة وكل شيء داخلها.